# Nereu Ghizzoni
Nereu Ghizzoni (Urubici, 15 de dezembro de 1927) é um advogado e político brasileiro.
Filho de Celeste Francisco Ghizoni e de Maria Tramontin Ghizoni. Casou com Luci Sandrini Ghizoni.
Foi candidato a deputado estadual para a Assembleia Legislativa de Santa Catarina pelo Partido Social Democrático (PSD), obtendo 4.470 votos e ficando na suplência, e foi convocado para a 5ª Legislatura (1963-1967).